# Присутственные места (Казань)
Присутственные места (Губернская канцелярия) — историческое здание в Казани, на территории Казанского кремля. Построено в конце XVIII — начале XIX века. Как правило, рассматривается единым комплексом со зданием бывшей Духовной консистории. Объект культурного наследия федерального значения.

## История
Здание Присутственных мест возведено в конце XVIII — начале XIX века. Автором проекта здания является В. И. Кафтырев, который работал в Казани с 1767 года. Примыкающее к нему здание Консистории перестроено в XVIII веке из корпуса Архиерейского двора, восходящего к XVI веку. В XIX веке оформление корпуса было упрощено. В 2006—2009 гг. и 2017—2018 гг. здание Присутственных мест вместе со зданием Консистории было отреставрировано.

## Архитектура
Здание, в основной своей части двухэтажное, вытянуто вдоль главной улицы кремля (ныне проезд Шейнкмана), расположено с правой стороны от него, если смотреть от Спасской башни. Корпус Консистории расположен перпендикулярно основному, с северной стороны, доходя до Консисторской башни кремля. Основной корпус делится на три секции и имеет несколько входов с улицы. В центральной секции располагалась Судебная палата, основные помещения которой располагались на втором этаже, куда вела парадная лестница. К лестнице примыкали «секретная» и «секретарская». По второму этажу идёт протяжённый коридор, соединяющий разные секции. Расположенные вдоль коридора комнаты предназначались для приказных служителей. В подвальном этаже сохранились сводчатые помещения, которые освещаются через оконные приямки. К двору между зданием и кремлёвской стеной ведут два сквозных проезда.